# ザ・ロイヤルファミリー
『ザ・ロイヤルファミリー』は、早見和真によるミステリー小説。『小説新潮』に掲載され、2022年8月28日に新潮社から単行本が刊行された。
2025年10月から、TBS系列にてテレビドラマが放送予定。

## 書誌情報
- 早見和真『ザ・ロイヤルファミリー』
  - 文庫本：2022年8月28日発売[書誌 1]、新潮文庫、ISBN 978-4-10-120693-6

## テレビドラマ
2025年10月からTBS系「日曜劇場」枠で放送予定。主演は妻夫木聡。

### キャスト

#### 主要人物
栗須栄治（くりす えいじ）
演 - 妻夫木聡

### スタッフ
- 原作 - 早見和真『ザ・ロイヤルファミリー』（新潮文庫刊）[1]
- 脚本 - 喜安浩平[1]
- 演出 - 塚原あゆ子、松田礼人、府川亮介[1]
- プロデュース - 加藤章一[1]
- 協力プロデュース - 大河原美奈、小髙夏実[1]
- 編成 - 佐藤礼子、中野翔貴[1]
- 製作 - TBSスパークル、TBS[1]

| TBS系 日曜劇場                      | TBS系 日曜劇場                                   | TBS系 日曜劇場 |
| 前番組                              | 番組名                                           | 次番組         |
| ----------------------------------- | ------------------------------------------------ | -------------- |
| 19番目のカルテ （2025年7月13日 - ） | ザ・ロイヤルファミリー （2025年10月 - 〈予定〉） | -              |

### 書誌出典
1. ↑  文庫版“ザ・ロイヤルファミリー”. 新潮社. 2025年8月11日閲覧。